# Qingyang, Chongqing
Qingyang (kinesiska: 青羊) är en köping i sydvästra Kina. Den ligger i stadsdistriktet Fuling i storstadsområdet Chongqing, omkring 61 kilometer öster om det centrala stadsdistriktet Yuzhong. Antalet invånare är 16 197. Befolkningen består av 7 903 kvinnor och 8 294 män. Barn under 15 år utgör 16,0 %, vuxna 15-64 år 66 %, och äldre över 65 år 17,0 %.